# 검은나무타기캥거루
검은나무타기캥거루(Dendrolagus ursinus)는 캥거루과에 속하는 나무타기캥거루 유대류의 일종이다. 인도네시아 도베라이반도의 토착종이며, 팍팍 반도, 파푸아바랏 주에서 사는 것으로 추정하고 있다.서식지 감소로 멸종 위협을 받고 있다.